# Rosario (nombre)
Rosario es un nombre femenino y masculino en los países de habla hispana y masculino en Italia, es muy popular en los países hispanohablantes y lusohablantes. Sus diminutivos son Charito, Charo, Chari, Rochi y Ro.
Si bien es de uso principalmente femenino en países de habla hispana, también se puede usar para hombres.

## Significado
El nombre de Rosario deriva directamente de la advocación mariana implicada en la invención de Santo Domingo (se le apareció la Virgen María y le enseñó el rosario [Chilas]) de la oración también llamada Rosario. También significa "guirnalda de rosas" de origen latino.

## Etimología
Proviene del latín rosarium que quiere decir puñado o racimo de rosas.

## Personas
- Rosario (cantante)

- Rosario Dawson (actriz)

- Datos: Q1069827
- Multimedia: Rosario (given name) / Q1069827